# مارك جونز (مؤرخ الفن)
مارك جونز (بالإنجليزية: Mark Jones)‏ هو عالم عملات بريطاني، ولد في 5 فبراير 1951.